# Lichtgrün SF
Lichtgrün SF, systematische Bezeichnung nach Colour Index Acid Green 5, ist ein grüner Triphenylmethanfarbstoff aus der Gruppe der Säurefarbstoffe, der zur Färbung von Wolle und Seide sowie als Lackfarbstoff für die Histologie (Masson-Goldner-Trichromfärbung, PAP-Färbung) verwendet wird.